# JR九州ビルマネジメント
JR九州ビルマネジメント株式会社（ジェイアールきゅうしゅうビルマネジメント）は、福岡県福岡市博多区に本社を置く、JR九州グループの不動産管理会社である。

## 概要
九州旅客鉄道株式会社（JR九州）は、1990年代まで、駅ビルやロードサイドの商業施設の管理運営を直営で行っていたが、2000年3月にJR九州ビルマネジメント株式会社を設立し、これらの施設の管理を行うこととした。

## 主要事業

### 駅ビル事業

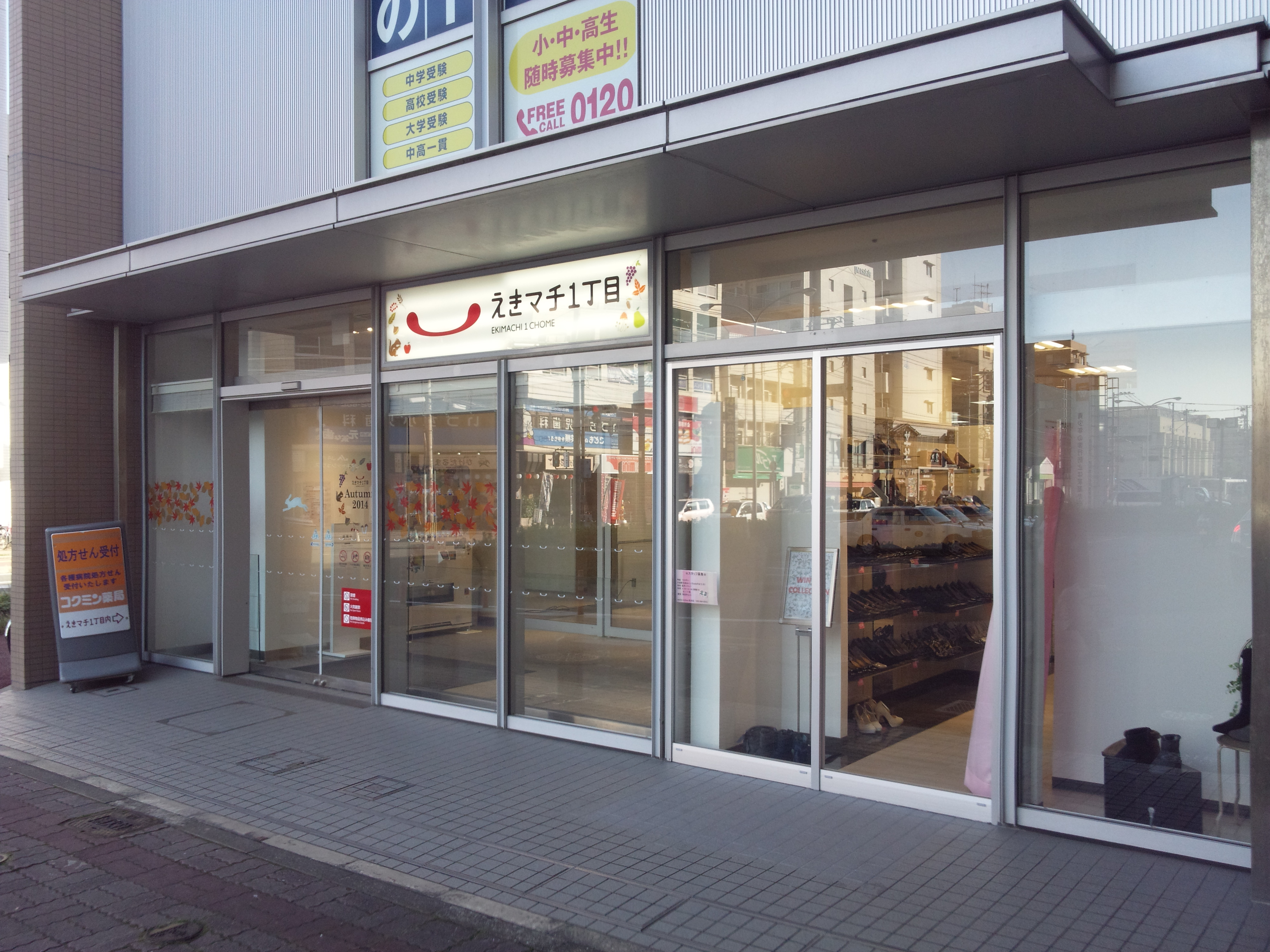
えきマチ1丁目 姪浜
（2014年11月4日撮影）

九州内の駅ビル内の商業施設の管理・運営等を行っている。2014年秋には、中小規模の駅ビルの商業施設の名称をフレスタ等からえきマチ1丁目に統一した。
- えきマチ1丁目門司（旧フレスタ門司） - 福岡県北九州市門司区 門司駅
- えきマチ1丁目行橋（旧フレスタゆくはし） - 福岡県行橋市 行橋駅
- えきマチ1丁目戸畑（旧ミュー戸畑） - 福岡県北九州市戸畑区 戸畑駅
- えきマチ1丁目香椎（旧フレスタ香椎） - 福岡県福岡市東区 香椎駅
- えきマチ1丁目千早（旧フレスタ千早） - 福岡県福岡市東区 千早駅
- えきマチ1丁目吉塚（旧フレスタよしづか） - 福岡県福岡市博多区 吉塚駅
- えきマチ1丁目南福岡（旧フレスタ南福岡） - 福岡県福岡市博多区 南福岡駅
- えきマチ1丁目姪浜（旧姪浜デイトス） - 福岡県福岡市西区 姪浜駅
- えきマチ1丁目久留米（旧フレスタくるめ） - 福岡県久留米市 久留米駅
- えきマチ1丁目佐賀（旧佐賀デイトス） - 佐賀県佐賀市 佐賀駅
- えきマチ1丁目唐津（旧ミュー唐津） - 佐賀県唐津市 唐津駅
- えきマチ1丁目佐世保（旧フレスタSASEBO） - 長崎県佐世保市 佐世保駅
- えきマチ1丁目水前寺（旧フレスタ水前寺） - 熊本県熊本市中央区 水前寺駅
- 別府駅商業施設（えきマチ1丁目B-Passage、えきマチ1丁目BIS南館、べっぷ駅市場、北高架商店街） - 大分県別府市 別府駅
- 福工大前駅ビル - 福岡県福岡市東区 福工大前駅
- 筑前前原駅ビル - 福岡県糸島市 筑前前原駅

### ロードサイド事業
駅ビル以外にも九州内の鉄道沿線や市街地での複合型商業施設の管理運営を行っている。
- 六本松４２１- 福岡県福岡市中央区
- 門司シーサイド商業施設 - 福岡県北九州市門司区
- 門司上馬寄商業施設 - 福岡県北九州市門司区
- 若松ベイサイド商業施設 - 福岡県北九州市若松区
- 早岐商業施設 - 長崎県佐世保市
- 長崎三芳町商業施設 - 長崎県長崎市
- 東郡元Jプラザ - 鹿児島県鹿児島市
- 鹿児島ベイサイドプラザ - 鹿児島県鹿児島市

### ゴルフ練習場事業
2箇所でゴルフ練習場を運営している。

### マンション管理事業
2012年より、JR九州が開発供給する分譲マンション「MJR」シリーズと賃貸マンション「RJR」シリーズを中心に、マンション管理事業を行っている。

### オフィス事業
JRJP博多ビル、JR博多駅南ビル、JR熊本白川ビル、JR熊本春日南ビルなど、JR九州の開発供給物件を中心にオフィスビルの管理事業を行っている。

### 開発事業
九州一円のネットワークを活かし、大型店舗（王丸ニトリ等）、複合店舗（竜田口Ⅰ．Ⅱ期等）、クリニック（東那珂 吉本クリニック等）、賃貸マンション（RJRクオーレ六本松）等の開発から運営までを行っている。

### 駐車場・駐輪場
駅併設の立地を活かし、快適・便利な駐車場と駐輪場の運営管理を行っている。